# Dili Dolly végveszélyben
A Dili Dolly végveszélyben (eredeti cím: The Perils of Penelope Pitstop) 1969-ben futott klasszikus Hanna-Barbera-rajzfilmsorozat, két alkotója William Hanna és Joseph Barbera. Csupán 17 epizód készült belőle. A magyar változatot a Boomerang mutatta be 2012-ben. A sorozat a Flúgos futam második spin-off-ja a Süsü keselyűk után.

## Történet
A Flúgos futamból mindenki által jól ismert Dili Dolly óriási bajba keveredik napról napra, hála a Köpenyes Kéznek. Megmentői minden alkalommal a szintén ismert Vágd Haza Rt., akik minden pácból kihúzzák.

## Magyar változat
- Dili Dolly - Vándor Éva
- Köpenyes Kéz/Számító Szilveszter - Fazekas István
- Clide  - Orosz István
- Dum Dum - Pálfai Péter
- Yak Yak - Szokol Péter
- Softy - Bolla Róbert
- Snoozy - Albert Gábor
- Pockets - Berzsenyi Zoltán
- Zippy - Pipó László
- Narrátor - Kautzky Armand
- Tulok testvérek - ?

és sokan mások
Magyar szöveg: Varga Mariann
Hangmérnök és vágó: Hollósi Péter
Gyártásvezető: Molnár Melinda
Szinkronrendező: Dezsőffy Rajz Katalin
Produkciós vezető: Németh Napsugár
A szinkront az SDI Media Hungary készítette.

## Évados áttekintés
| Évad | Évad | Epizódok | Eredeti sugárzás     | Eredeti sugárzás | Magyar sugárzás | Magyar sugárzás |
| Évad | Évad | Epizódok | Évadpremier          | Évadfinálé       | Évadpremier     | Évadfinálé      |
| ---- | ---- | -------- | -------------------- | ---------------- | --------------- | --------------- |
|      | 1    | 17       | 1969. szeptember 13. | 1970. január 17. | 2012.           | 2012.           |

## 1. évad
| #   | Eredeti cím                             | Magyar cím                   | Eredeti premier      | Magyar premier |
| --- | --------------------------------------- | ---------------------------- | -------------------- | -------------- |
| 1.  | Jungle Jeopardy                         | Veszedelmes dzsungeltúra     | 1969. szeptember 13. |                |
| 2.  | The Terrible Trolley Trap               | Csapda szárazon és vízen     | 1969. szeptember 20. |                |
| 3.  | The Boardwalk Booby Trap                | Tengerparti ármány party     | 1969. szeptember 27. |                |
| 4.  | Wild West Peril                         | Vadnyugati vad hajsza        | 1969. október 4.     |                |
| 5.  | Carnival Calamity                       | Karneváli kalamajka          | 1969. október 11.    |                |
| 6.  | The Treacherous Movie Lot Plot          | Hajsza Hollywoodban          | 1969. október 18.    |                |
| 7.  | Arabian Desert Danger                   | Hajsza a sivatagban          | 1969. október 25.    |                |
| 8.  | The Diabolical Department Store Danger  | Áruházi veszedelem           | 1969. november 1.    |                |
| 9.  | Hair Raising Harness Race               | Hajmeresztő hajsza           | 1969. november 8.    |                |
| 10. | North Pole Peril                        | Hajsza az északi sarkon      | 1969. november 15.   |                |
| 11. | Tall Timber Treachery                   | Magaslati csapda             | 1969. november 22.   |                |
| 12. | Cross Country Double Cross              | Cselszövés hegyen-völgyön át | 1969. november 29.   |                |
| 13. | Big Bagdad Danger                       | Bagdadi bonyodalmak          | 1969. december 6.    |                |
| 14. | Bad Fortune in a Chinese Fortune Cookie | Balszerencsés szerencsesüti  | 1969. december 13.   |                |
| 15. | Big Top Trap                            | Cirkuszi cécó                | 1969. december 20.   |                |
| 16. | Game of Peril                           | Gonosz játék                 | 1970. január 10.     |                |
| 17. | London Town Treachery                   | A londoni szerepcsere        | 1970. január 17.     |                |